# 大垣十万石まつり

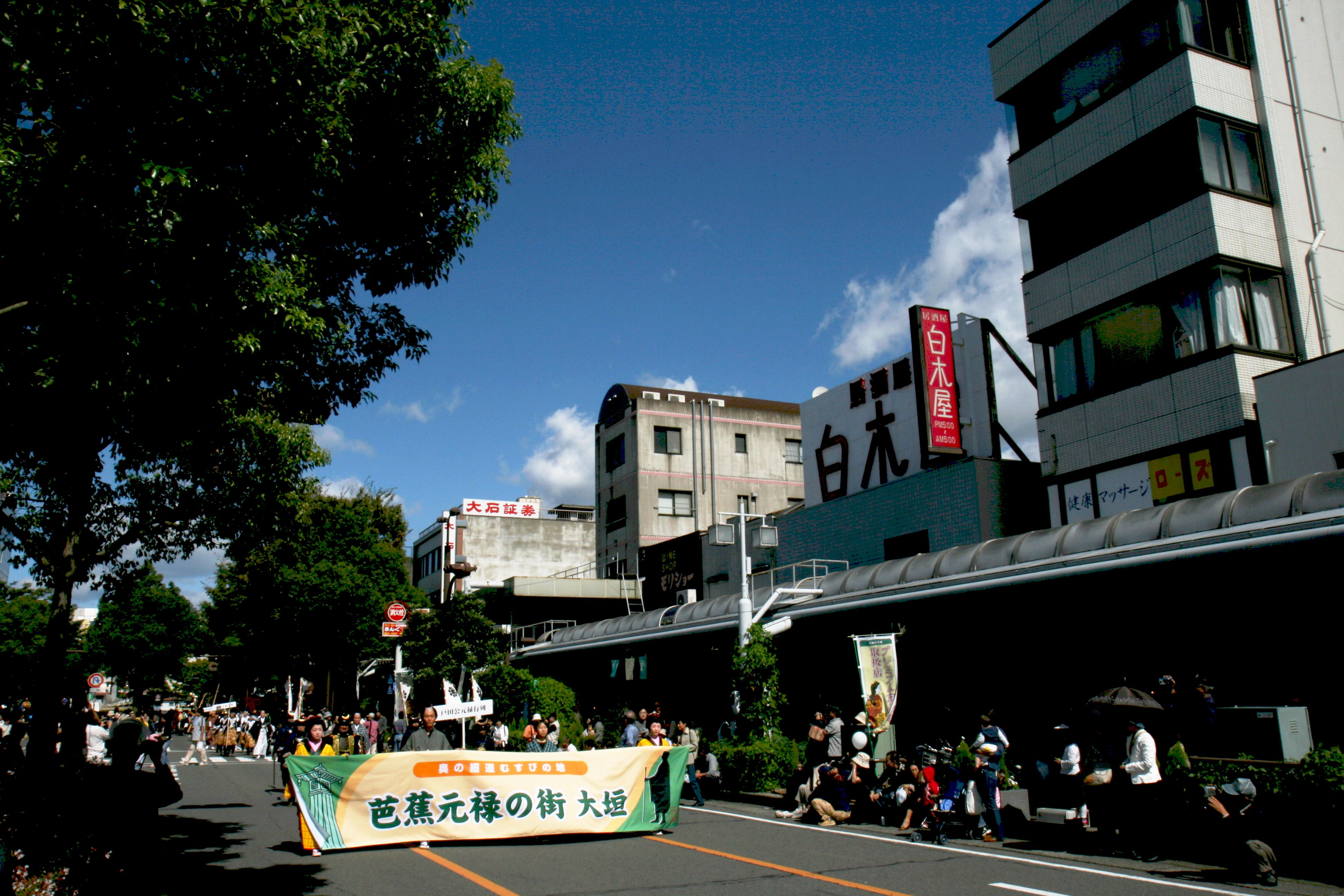
大垣十万石まつり

大垣十万石まつり（おおがきじゅうまんごくまつり）は、岐阜県大垣市の市街地（大垣駅通り）で、毎年10月第二日曜日に行われる祭である。単に「十万石まつり」と表記されることが多い。

## 概要
- 常葉神社の例祭が起源である。
- 現在は神輿とパレードがメインとなっており、大垣駅通り（岐阜県道57号大垣停車場線）を主な会場として、常葉神社の神輿、子供・大人神輿や大垣市の企業が創作した企業神輿[1]、および大垣商業吹奏楽部や少年団によるパレード、おどり（十万石おどり）が行われる。
- 地元の商工会が中心となっていることもあり、地元商店による大売出し、菓子の即売会、地酒の振る舞い、チャリティーが行われる。
- 常葉神社では、神事と餅撒きが行われる。

## 歴史
- 大正時代の頃から、毎年9月25日に常葉神社の例祭にあわせて「大垣の秋祭り」として行われ、軕と神輿が出されていた[2]が、太平洋戦争の影響等により中断する。
- 1956年（昭和31年）、大垣の秋祭りを「十万石まつり」として再開する。